# MÁV Ia
Die MÁV Ia war eine Schnellzug-Schlepptenderlokomotivreihe der Ungarischen Staatsbahn MÁV für den Schnellzugdienst auf Hauptstrecken, welche auch von der Kaschau-Oderberger Bahn als Reihe Ia beschafft wurde.

## Merkmale und Geschichte

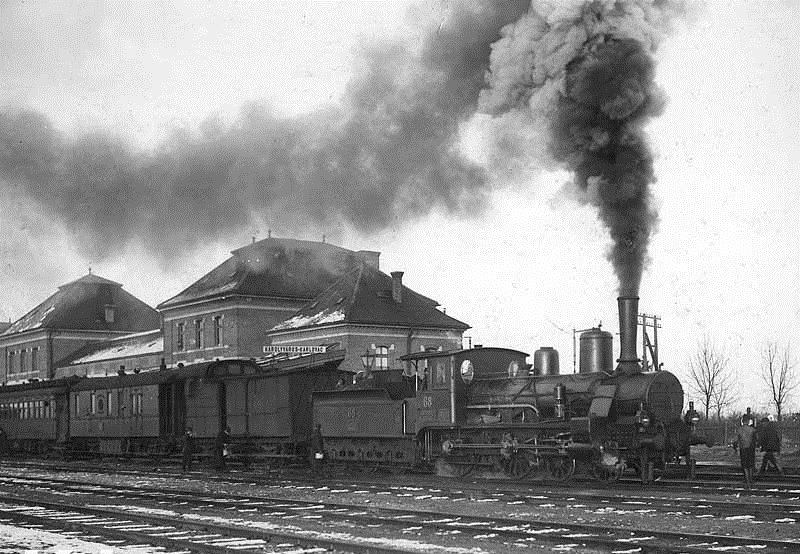
Die MÁV 68 mit einem Schnellzug in Karlovac im heutigen Kroatien

Sie wurde von der MÁVAG in Budapest entworfen und weist typische konstruktive Merkmale ihrer Zeit auf: Zweizylinder-Nassdampfmaschine, niedrige Kessellage mit Außenrahmen, Hallsche Kurbeln an den Treibachsen mit Stephenson-Außensteuerung sowie die bis vor die Pufferbohle ragende „ungarische“ Rauchkammer zur Vermeidung übermäßigen Funkenfluges. Sie ähnelte im Aussehen und Dimensionen den zur gleichen Zeit beschafften österreichischen 2’B-Typen kkStB 1, kkStB 4, SB 17 und EWA IIa sowie KFNB IIc.
Die erste, 16 Stück umfassende Lieferung (1881–1885) von der MÁVAG und Wiener Neustadt hatte einen Kesseldruck von 10,5 bar und war etwas kürzer als die Folgelieferungen (1890–1905), zu denen auch die Lokomotivfabrik Floridsdorf beitrug. Außerdem hatten die ersten sechs Maschinen Kamper-Drehgestelle. Desgleichen wurde der Kesseldruck auf 12,0 bar angehoben. Der Umfang der Folgelieferung umfasste 185 Stück.
Die MÁV gab den Maschinen in ihrem ersten Bezeichnungsschema die Nummern 183–188, 708–717, 723–732, 739–742, 1251–1253. Im zweiten Schema ab 1891 wurden sie als Kategorie Ia mit den Nummern 11–211 eingereiht. Im ab 1911 gültigen dritten Schema erhielten sie die Bezeichnung 220,001–197, 201–204.
Obwohl um 1900 schon wesentlich stärkere Lokomotiven entwickelt wurden, wurde von dieser Reihe nochmals zu dieser Zeit einige Lokomotiven nachgefertigt. Das zeigt ihre große Beliebtheit bei dem Betriebsdienst. Obwohl sie sehr bald durch steigende Zuggewichte an ihre Leistungsgrenze gelangten, erreichten viele Lokomotiven dieser Reihe ein erstaunlich hohes Alter. Erst 1952 wurden die letzten Lokomotiven dieser Reihe ausgemustert.
Die 220,194 ist als betriebsfähige Lokomotive Nummer 204 des Bahnhistorischen Park Budapest erhalten geblieben.

## Die Reihe 220 in der Tschechoslowakei
Sechs Lokomotiven der MÁV-Reihe 220 verblieben nach 1918 in der neu gegründeten Tschechoslowakei. Die ČSD gaben den Lokomotiven ab 1924 die neue Reihenbezeichnung 264.5 und reihte sie als 264.501–506 ein. Im Streckennetz der ČSD waren die Lokomotiven nur auf slowakischem Gebiet zu sehen. 1937 wurde mit der 264.501 die letzte Maschine ausgemustert.
In den Jahren 1895 bis 1898 beschaffte auch die im damaligen Oberungarn gelegene Kaschau-Oderberger Bahn (KsOd) fünf Lokomotiven als Reihe Ia mit den Betriebsnummern 41–45.
Bei der ČSD erhielten sie ab 1924 die Bezeichnung 254.401–405.
Die Lokomotiven der Reihe 220 waren durch ihre Bauweise auf vielen Strecken nicht freizügig einsetzbar.